# 수도주 (바레인)
수도주(아랍어: محافظة العاصمة)는 바레인을 구성하는 4개 주 가운데 하나이다. 바레인의 수도인 마나마가 위치한다. 5.9%의 바레인이다.